# مسجد ميرزا صادق
مسجد ميرزا صادق هو مسجد تاريخي يعود إلى عصر القاجاريون، ويقع في تبريز.